# Kleomenes von Rhegion
Kleomenes von Rhegion (lateinische Form: Cleomenes von Rhegium) war ein antiker Dithyrambendichter.
Er wurde von Chionides und Aristophanes kritisiert. Er scheint erotische Literatur verfasst zu haben, da Epikrates ihn zusammen mit Sappho, Meletos und Lamynthios nennt. Seine Anspielungen auf andere Autoren machen eine Datierung ins späte 5. Jahrhundert v. Chr. wahrscheinlich. Er schrieb unter anderem ein Werk Meleager, das jedoch nicht erhalten ist und von Meleagros und der Jagd auf den Kalydonischen Eber handelte.